# 新さっぽろアークシティ サンピアザ
新さっぽろアークシティ サンピアザ（しんさっぽろアークシティ サンピアザ）は、札幌市厚別区厚別中央の新札幌副都心に所在するショッピングセンターである。

## 概要
4層吹抜けのアトリウム「光の広場」を中心とする専門店「サンピアザ」、総合スーパー「イオン新さっぽろ店」、百貨店「カテプリ」で構成している商業施設のほか、水族館「新さっぽろサンピアザ水族館」や多目的ホール「サンピアザ劇場」、クリニックや銀行などがある複合商業施設になっており、連絡通路で接続している「新さっぽろアークシティ デュオ」などを含む駅周辺の愛称を「新さっぽろアークシティ」としている。

## 沿革
- 1977年（昭和52年）：「サンピアザショッピングセンター」（サンピアザ、ダイエー厚別店）オープン。
- 1982年（昭和57年）：地下専門店街「メトロモール」オープン[5]。「サンピアザ水族館」オープン。百貨店「プランタン新さっぽろ」オープン[6][7]。
- 1984年（昭和59年）：サンピアザホールが「サンピアザ劇場」と改称し、映画館になる。
- 2000年（平成12年）：ダイエーとフランスの百貨店「プランタン」との契約満了に伴い、プランタン新さっぽろが「カテプリ新さっぽろ」と改称。
- 2004年（平成16年）：サンピアザ劇場閉館[8]。
- 2005年（平成17年）：サンピアザ劇場が多目的ホールとして再オープン。
- 2012年（平成24年）：新さっぽろ囲碁まつりを開催。
- 2015年（平成27年）：イオン北海道がダイエーから北海道内の総合スーパー事業を承継。これによりダイエー新さっぽろ店とカテプリ新さっぽろがイオン北海道の運営となり、それぞれ「イオン新さっぽろ店」と「イオンカテプリ新さっぽろ店」に改称[9]。
- 2016年（平成28年）：イオンカテプリ新さっぽろ店が一時閉店し、イオンモールによる大規模改装工事実施[10][11]。「新さっぽろアークシティ」の商業施設を大規模リニューアルし、第1期オープン（翌年に第2期オープン）[12][13]。
- 2024年（令和6年）7月1日 - 「カテプリ」の運営がイオンモールから札幌副都心開発公社へ移管され、イオンモールによる運営は終了した[14]。

## 施設

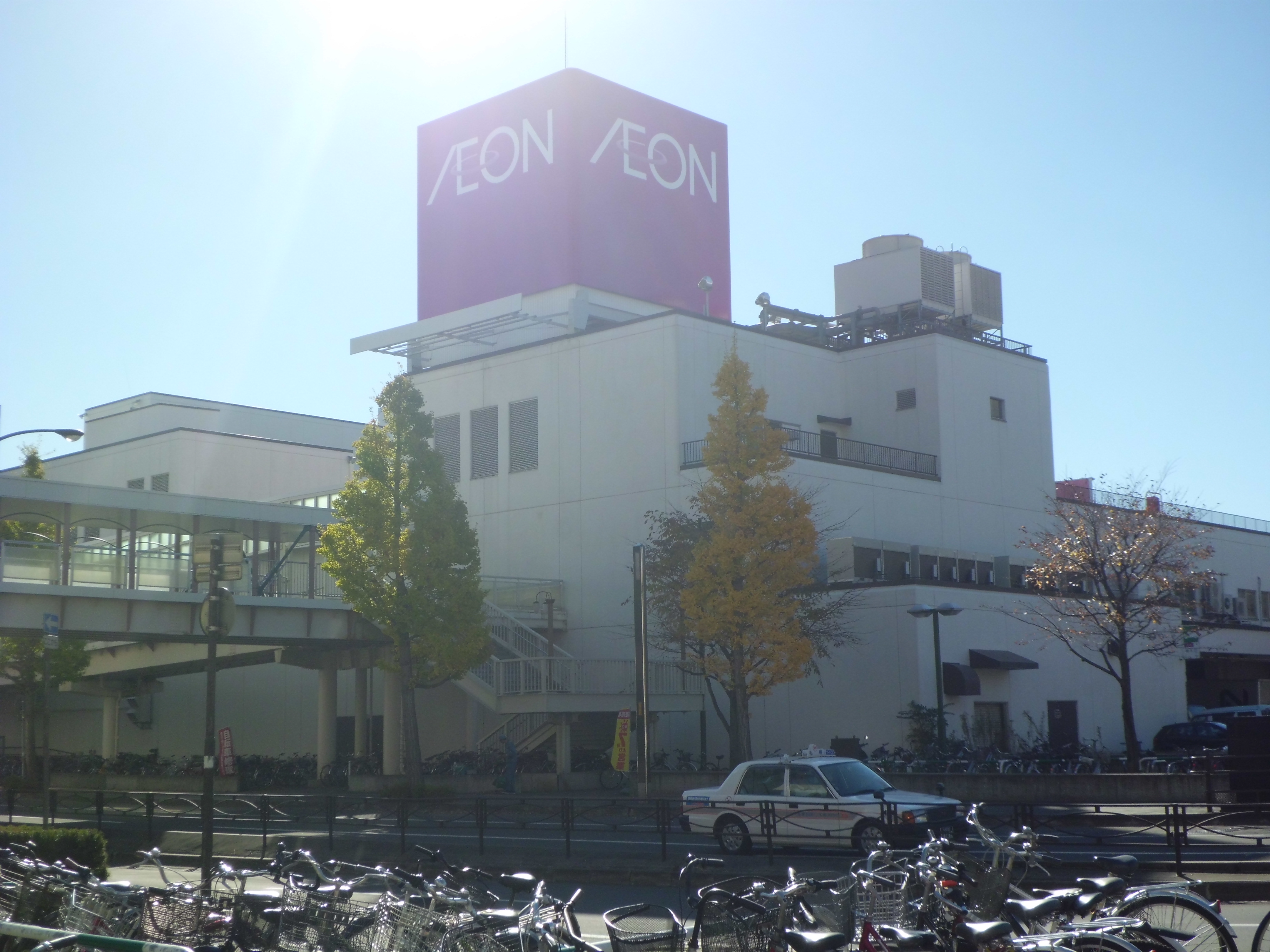
イオン新さっぽろ店（2015年10月）

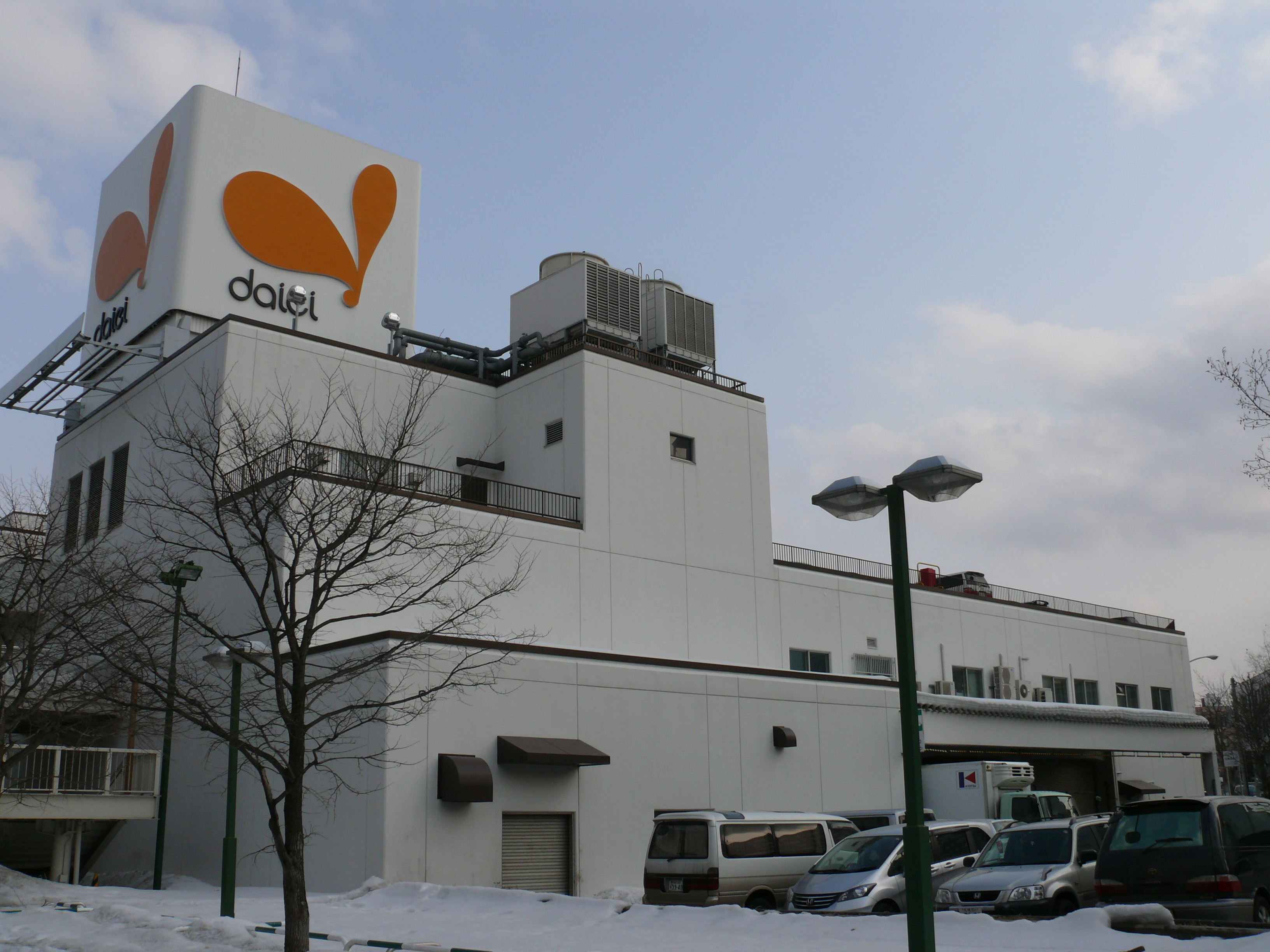
旧ダイエー新さっぽろ店（2012年4月）

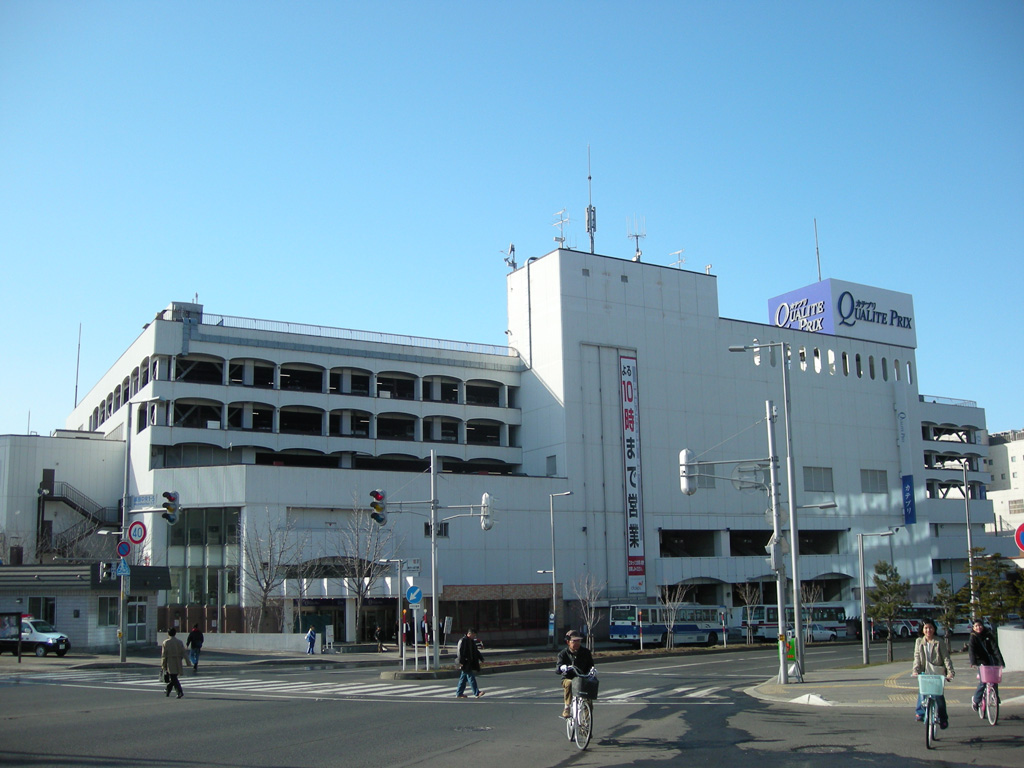
カテプリ（2008年3月）

### サンピアザ
専門店で構成しているサンピアザは、1977年（昭和52年）に「サンピアザショッピングセンター」として開店した。地下3階から地下1階までの「メトロモール」（1982年オープン）と地下1階から地上3階までの「センターモール」がある。「サンピアザ」には「太陽の広場」のほか「サン」には「息子」の意も含めており、札幌都心の息子として「副都心」を表現している。
3階には、コミュニティFMの「FMドラマシティ」の演奏所がある。2016年（平成28年）・2017年（平成29年）の大規模リニューアルによってメトロモールは飲食フロアと食関連の雑貨店で統一し、センターモールのスイーツゾーンに食品ゾーンが加わり「サンピアザ」「イオン」「カテプリ」と一体した食品フロアを形成している。また、アインホールディングスによる新たな店舗「LIPS and HIPS style store」が出店したほか、「紀伊國屋書店」と「無印良品」が向かい合わせで移転増床した。

### イオン新さっぽろ店
イオン新さっぽろ店は、イオン北海道が運営している総合スーパー（GMS）。地上2階・地下1階建て。1977年（昭和52年）に「サンピアザショッピングセンター」オープンと同時にダイエーが北海道内4番目の「ダイエー」店舗として開店した「ダイエー厚別店」（のちに「ダイエー新さっぽろ店」に改称）が前身である。ダイエー時代の店番号は「0413」。ダイエー時代の店舗面積は25,200m2。
2015年（平成27年）にイオン北海道がダイエーの総合スーパー事業を承継したことに伴い、9月1日より店舗名を「イオン」に変更した。2016年（平成28年）の全館リニューアルにより、地下1階は「イオン」「サンピアザ」「カテプリ」の3棟一体で食品ゾーンを形成したほか、イオン北海道初となる「ジュースバー」「アイスバー」、ファーストフードを併せた「AEON Drip Cafe」などがオープンした。

### カテプリ
百貨店であるカテプリは、地上3階・地下2階建てで、売り場面積約12,000m2。1982年（昭和57年）開店のダイエーとプランタンの提携によるブランド「プランタン」2店舗目となる「プランタン新さっぽろ」が前身である。店名はフランス語の「カテ」（qualite、品質）と「プリ」（prix、価値）を合わせた言葉である。開業後は経営が軌道に乗らず苦戦し、1983年（昭和58年）には合弁会社「オ･プランタン・ジャポン」から分離し、ダイエー100%出資の子会社「プランタン北海道」による運営となった。1985年（昭和60年）にダイエー新さっぽろ店の増床という形で「北海道ダイエー」（1991年ダイエーに吸収合併）の店舗となった。2000年（平成12年）にダイエーとプランタンによる名称使用許諾契約満了に伴い、「カテプリ新さっぽろ」と改称した。2015年（平成27年）にイオン北海道がダイエーの総合スーパー事業を承継したことに伴い、「イオンカテプリ新さっぽろ店」となり、2016年（平成28年）にイオンモールがイオン北海道から建物を転借して出店した。
2016年（平成28年）・2017年（平成29年）の大規模リニューアルによって北海道内最大級となる約1,000席のフードコート、札幌丸井三越による道産品のセレクトショップ「きたキッチン」などが出店する食物販「プリチカDELI」、吉本興業グループの企業による「よしもとエンタメショップ」や『妖怪ウォッチ』のオフィシャルショップ「ヨロズマート」（2018年4月に閉店。2017年8月10日に妖怪ウォッチを始めとするレベルファイブのクロスメディアコンテンツ全体を扱う『レベルファイブ ヨロズマート』に店名変更）、スポーツゾーン「スポーツオーソリティ新さっぽろカテプリ店」などがオープンした。
2023年6月26日には、カテプリの運営を2024年7月1日よりイオンモールから施設保有者である札幌副都心開発公社に移管する予定であることが発表された。これにより「カテプリ」は前述の「サンピアザ」と同じく札幌副都心開発公社の運営となり、札幌副都心開発公社は近隣で整備が進められているBiVi新さっぽろなどと連携しながらの開発を進めるとしている。イオンモールとして提供していた各種サービスもこれに合わせて終了した。
2025年8月14日に札幌副都心開発公社は、同年9月12日からのリニューアルに合わせ、「カテプリ」の名称の使用を終了し「サンピアザ」へ統合、建物こそ分かれているものの店舗案内も統一することを発表した。

### サンピアザ劇場
サンピアザ劇場は、1981年（昭和56年）に「サンピアザホール」の名称でオープンし、当初は各種イベントを行う多目的ホールであったが、1984年（昭和59年）に映画館へ転身したのを機に現在の名称となった。2004年（平成16年）に映画館としての営業を終了後、翌年に再び多目的ホールとしてオープンした。なお、映画上映は不定期で行っている。2011年から、厚別区在住の北海道大学名誉教授・神谷忠孝の資金提供により「神谷演劇賞」を実施した。2022年3月31日から営業を終了し、当面の間休館することを発表した。2013年から劇場で立川こしら・柳家喬太郎など東京の落語家を招いての会を「あのころのオチケン」名義で開催してきた男性は、休館でエリアから演芸の灯が消えるのを危惧、会場を近所の「カラオケピロス」などに変更して落語会の開催を続けている。
施設概要
- ホール（255席）
- 舞台（幅8.4 m（プロセニアム・アーチ）×奥行き4.5 m）
- 出演者前室
- ホワイエ
- 事務室

### その他
- 北洋銀行
- 北海道銀行
- パーラー太陽（太陽グループ）
- ファンタジーキッズリゾート
- クリニック
- 新さっぽろ法律相談センター[35]
- RADIOワンダーストレージ FMドラマシティ[36]
- ヤマハ音楽教室
- 英会話イーオン
- 練成会グループ 個別指導「3.14」
- こどもクラブ

### ファンタジーキッズリゾート
「こどもの国」として開業当初からある子供向け室内遊園地。1990年には施設内で遊んでいた子供が誤って遊具車両に巻き込まれ、死亡する事故もあった。2007年にファンタジーキッズリゾートとして再オープン。

## その他
- 施設の中心であるアトリウム空間「光の広場」では開業当初よりイベントが開催されている。
- 開業当初は施設の中心である「光の広場」に時計塔が設置され、開業10周年を記念した1987年には「サンピアザ10周年メモリアルモニュメント」が設置されたがいずれも現在は撤去されている。現在は大きな植木鉢のオブジェが設置されている。
- サンピアザの屋上には開業時に設置された「副都心の鐘」という開業を記念したベルが存在する。開業時は自由に鳴らすことが可能だったが、屋上は1990年代に閉鎖され原則立ち入り不可となった。

## アクセス
- 札幌市営地下鉄東西線新さっぽろ駅直結
- 北海道旅客鉄道（JR北海道）新札幌駅から徒歩約1分
- 道央自動車道大谷地IC・札幌南ICから車で約10分